# Speck dell' Alto Adige
Pour les articles homonymes, voir Speck.

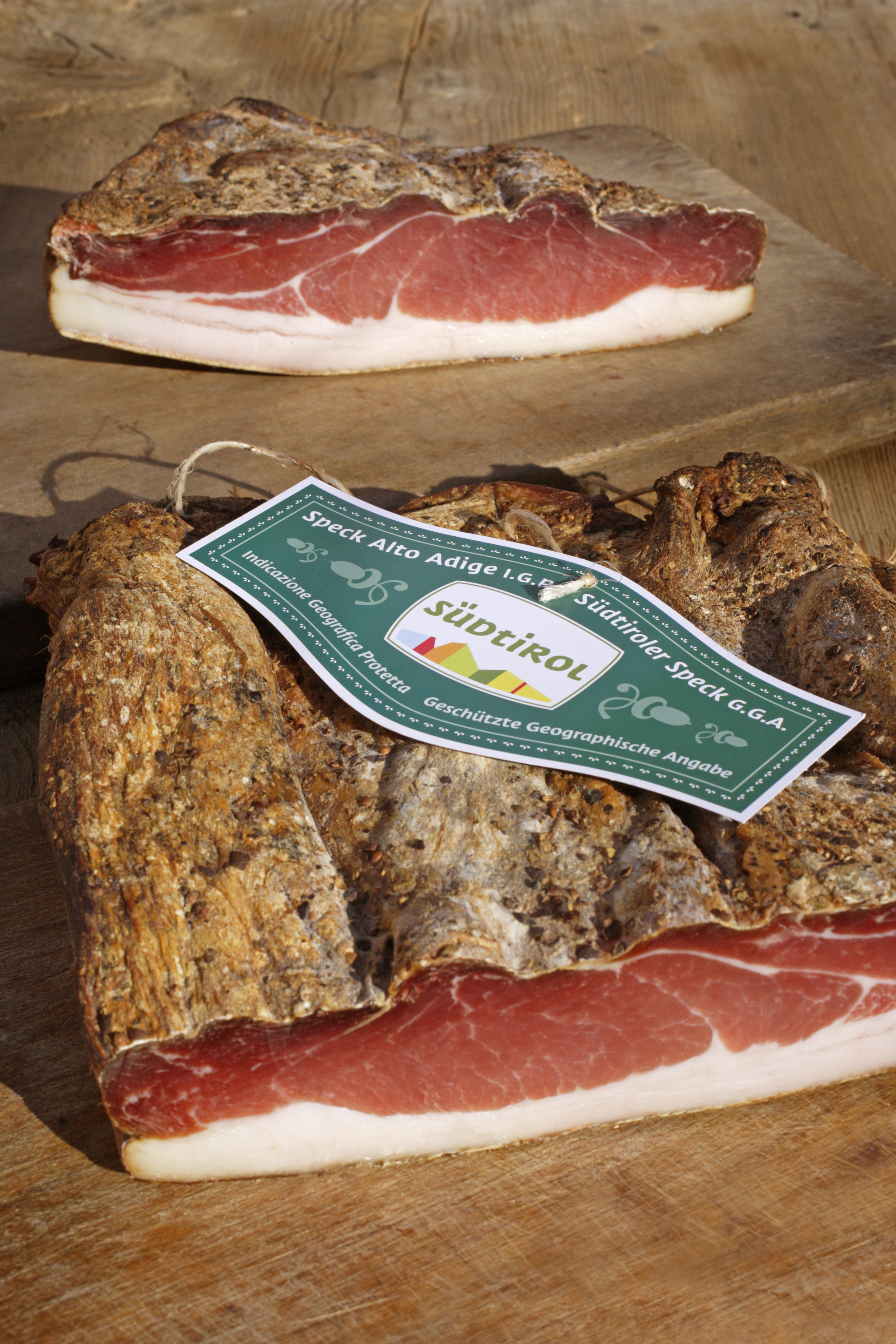
Speck dell'Alto Adige IGP.

Logo du Speck Alto Adige IGP & Südtiroler Speck GGA.

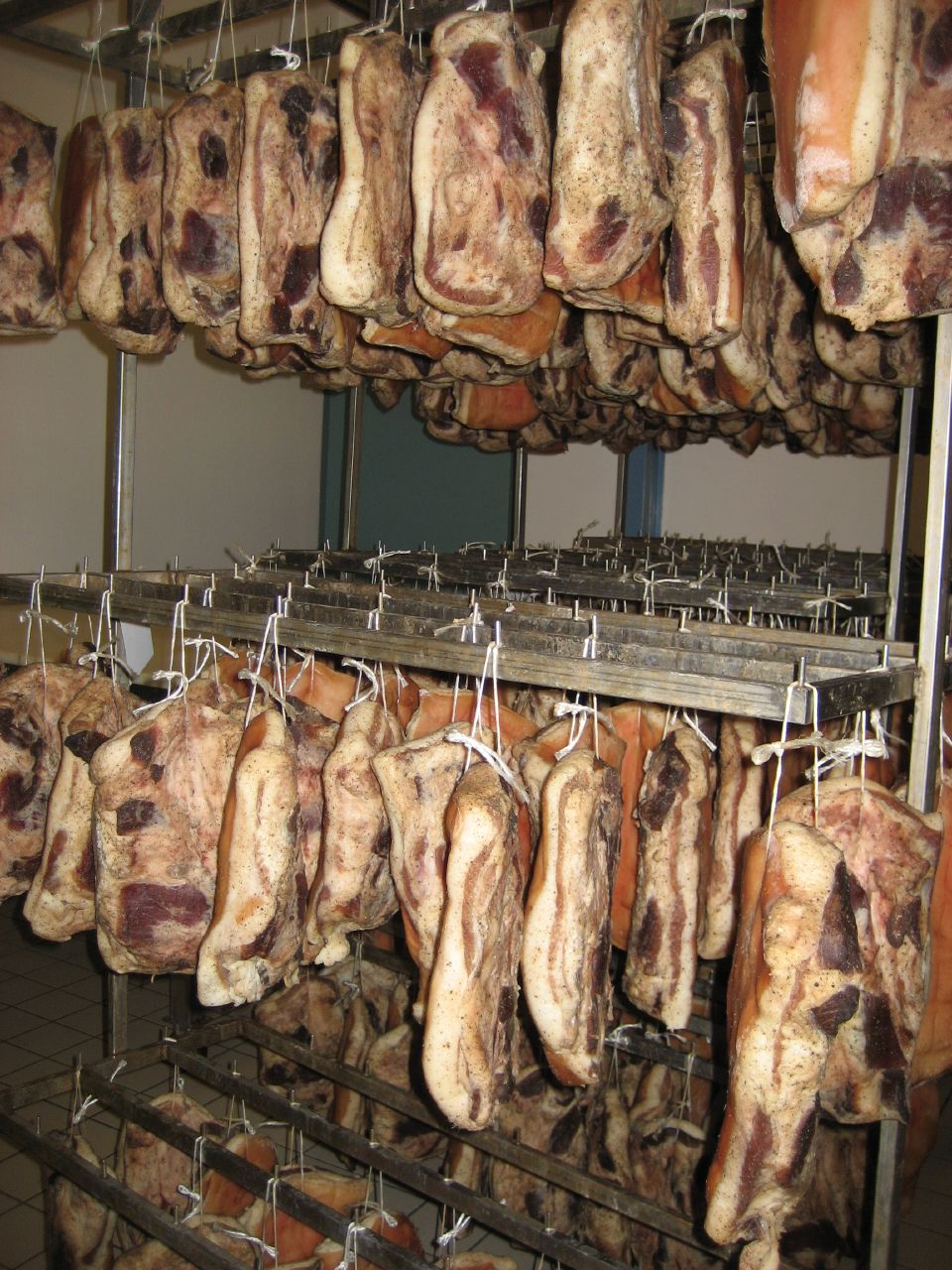
Le speck lors de l'affinage.

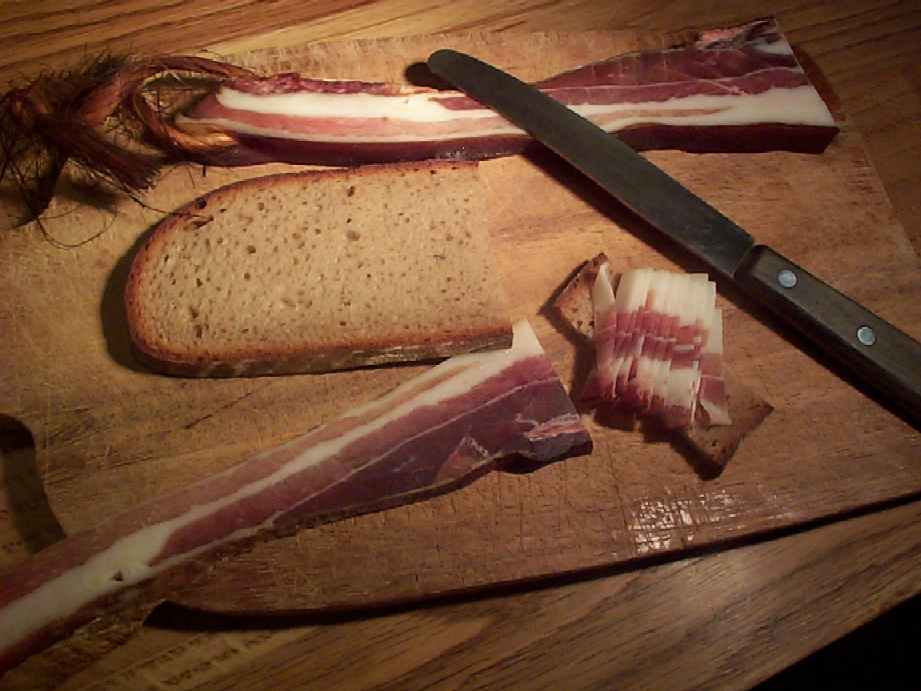
Casse-croûte.

Le speck dell'Alto Adige (Cioce en ladin, Südtiroler Speck en allemand) est le nom d'un jambon cru typique de la province autonome de Bolzano, en Italie.
Depuis 1997, la dénomination Speck dell'Alto Adige est protégée sur le plan européen par une indication géographique protégée (IGP).

## Histoire
La tradition orale fait remonter la production d'aliments carnés à longue conservation, parmi lesquels les divers types de salami et prosciutto, à l'époque des invasions lombardes, quand les populations barbares d'origine nordique utilisaient de la viande de porc soumise à des procédés particuliers pour différer sa détérioration. Aujourd'hui, le speck constitue l'un des produits les plus importants de la gastronomie locale.

## Description
Il provient de la cuisse de porc désossée, légèrement salée et aromatisée, fumée à froid à une température maximum de 20 °C. Sa masse n'est pas inférieure à 3,70 kg. Il fait ensuite l'objet d'un affinage selon les traditions locales pour une période qui varie selon le poids de la cuisse entre 20 et 24 semaines.

## Événements liés
L'événement le plus important lié est le Speckfest Alto Adige qui a lieu chaque automne à Funes, au pied des Dolomites. 
Le Speckfest Alto Adige est un événement organisé conjointement par l'office du tourisme val di Funes, le Consorzio Tutela Speck Alto Adige et la Chambre de commerce de Bolzano. Chaque année, à l'occasion du festival, des créations surprises sont présentées.

## Brettljause
C'est le nom du casse-croûte typique du Haut-Adige (appelé Marende en dialecte tyrolien, du latin merenda désignant le goûter), où le speck bien affiné accompagné, entre autres, de Schüttelbrot, de Kaminwurz (une saucisse du Sud Tyrol), de cornichons et de vin rouge, est généralement servi en tranches entières d'une épaisseur de 3 cm environ, puis taillées en petits morceaux.